# Kimya Dawson
Kimya Dawson (Bedford Hills, 17 de noviembre de 1972) es una cantautora estadounidense, reconocida por ser fundadora y miembro activo de la banda indie The Moldy Peaches. En suajili "Kimya" (كيميا) significa "silencio" o "silenciosa".

## Vida personal
Dawson es una persona de género no binario y sus pronombres son elle y ella.

## Carrera
Dawson surgió como contraparte de Adam Green en The Moldy Peaches. Desde que the Moldy Peaches interrumpió temporalmente su actividad a partir del 2004, Dawson lanzó una serie de álbumes realizados a partir de grabaciones hogareñas, Lo-fi de Ética DIY (Hágalo usted mismo), embarcándose en giras que recorren Estados Unidos y Europa.
El álbum más reciente de Kimya es "Thunder Thighs", lanzado en octubre del 2011. Thunder Thighs contiene colaboraciones de Aesop Rock en canciones como "The Library" y "Walk Like Thunder", también junto a Pablo Das en "Unrefined".
Dawson publicó también un álbum de canciones para niños titulado Alphabutt en septiembre del 2008. Algunos de sus títulos son "The Alphabutt Song," "Seven Hungry Tigers," "Little Monster Babies," "Wiggle My Tooth" y "Pee Pee in the Potty", incluyendo colaboraciones con el antiguo guitarrista de Third Eye Blind Kevin Cadogan, junto a otros de sus amigos músicos y sus hijos. Kimya también fue invitada a participar en el programa infantil de televisión Plaza Sésamo.
Durante septiembre del 2002, Kimya formó parte de una campaña llamada "30 Songs / 30 Days" en apoyo hacia Half the Sky: Turning Oppression into Opportunity for Women Worldwide, un proyecto de plataforma multimedia inspirado en el libro de Nicholas Kristof y Sheryl WuDunn.

## Trabajo en bandas sonoras
El trabajo de Dawson puede apreciarse en el soundtrack de las películas The Guatemalan Handshake y Glue, ambos fueron exhibidos en Olympia Film Festival durante noviembre del 2007.
En el 2008 contribuyó con la canción "Anthrax" (acerca de los ataques del 9/11 para la banda sonora del documental Body of War.
"Anyone Else But You", una canción que grabó junto a The Moldy Peaches, fue utilizada en el documental Murderball, acerca de un grupo de jugadores de rugby en sillas de ruedas. Esta canción también fue utilizada para la película Juno. La melodía de la misma canción sirvió en el comercial de Atlantis.com, con distinta letra.
La música de Dawson apareció en la película Juno, debido a que "sus dulces melodías acústicas" ayudaron a definir al personaje de una adolescente embarazada que decide seguir adelante con su embarazo. Dawson colaboró en la elección de las canciones para Juno, ayudando a ambientar la película. La banda sonora fue votado por los oyentes de NPR como la decimocuarta mejor banda sonora del 2008 mediante una encuesta.

## Discografía
Antes de unirse a The Moldy Peaches lanzó numerosas grabaciones independientes

### Junto a The Moldy Peaches
- The Moldy Peaches – 11 de septiembre de 2001 publicado por Rough Trade Records
- County Fair/Rainbows – Un sencillo publicado en 2002
- Moldy Peaches 2000: Unreleased Cutz and Live Jamz 1994-2002 – Publicado el 18 de marzo de 2003 por Rough Trade Records y Jess Turpin

### Álbumes solistas
- I'm Sorry That Sometimes I'm Mean – Publicado el 5 de noviembre de 2002 por Rough Trade Records
- Knock Knock Who? – Publicado el 3 de agosto de 2004 por Important Records
- My Cute Fiend Sweet Princess – Publicado el 3 de agosto de 2004 por Important Records
- Hidden Vagenda – Publicado el 5 de noviembre de 2004 por K Records
- Remember That I Love You – publicado el 9 de mayo de 2006 por K Records
- Alphabutt – Publicado en septiembre del 2008 por K Records
- Thunder Thighs – publicado el 18 de noviembre de 2011 por Great Crap Factory

### Junto a Antsy Pants
- Antsy Pants – Publicado en 2006 por Plan It X Records

### Junto a The Bundles
- The Bundles – Publicado en 2009 por K Records

### Junto a The Uncluded
- Hokey Fright – Publicado el 5/7/2013 por Rhymesayers Entertainment

### Compilaciones
- Third Eye Blind's 2009 álbum: Ursa Major [Bonus Track Version] – "Why Can't You Be (With Kimya Dawson) [Bonus Track]"
- "Third Eye Blind's 2003 álbum: "Out of the Vein" – "Self Righteous"
- Antifolk Vol. 1 – "I'm Fine"
- Anticomp Folkilation – "Will You Be Me" (Live)
- Afro-Punk Compilation Record Vol. 1 – "Loose Lips"
- AFNY Collaborations. Volume 1 – Kimya Dawson y Jeff Lewis
- Titanium Heart and Chains of Love – Kimya Dawson y Matt Rouse EP (colaboración) Unicorn Sounds
- A.K.A.- smooth jams e.p. junto a Adam Green y Akida Junglefoot Dawson
- The Art Star Sounds Compilation febrero del 2005 – "Velvet Rabbit" (Live)
- No Parachute. Vol. 1. Una compilación de videos musicales indie (DVD) – "Lullaby For The Taken" (video directed by Ted Passon). 2005, Happy Happy Birthday To Me Records.
- Robot Boy DVD. Compilaciones de cortometrajes y videos por Ted Passon. – "Lullaby For The Taken". 2005, K Records/Secretly Canadian.
- I Killed the Monster: 21 Artists Performings the Songs of Daniel Johnston – "Follow That Dream" 2006, Second Shimmy
- Juno Soundtrack – Rhino Records 2008
- The Terrordactyls song "Devices" Con la participación de Kimya Dawson en voces
- Body of War: Songs that Inspired an Iraq War Veteran – "Anthrax". Sire Records 18 de marzo de 2008
- Tallahassee Turns Ten: a Mountain Goats Cover Album Archivado el 30 de junio de 2013 en Wayback Machine. (2012)[9]

### Audio & video
- Kimya Dawson and Matty Pop Chart – Live at the Cedar Cultural Center in Minneapolis, Minnesota on November 28, 2008 (YouTube)
- Kimya on the Live Music Archive
- PUNKCAST#1099 Live video – Union Hall, Brooklyn – January 20, 2007 (RealPlayer)(mp4)
- Kimya at Amoeba Hollywood

### Entrevistas
- Scene Missing Magazine Interviews Kimya Dawson 1 de febrero de 2005
- Kimya Dawson interview on MonsterFresh.com marzo del 2008
- Kimya Dawson interview on Ground Control marzo del 2008
- Kimya Dawson interview on BeatLawrence.com abril del 2008
- Kimya Dawson on Amoeba

- Datos: Q272382
- Multimedia: Kimya Dawson / Q272382